# 장대형레일
장대형레일은 기존 25m나 50m 간격으로 레일을 만드는 것이 아니라, 100m, 200m와 같이 긴 간격으로 레일(선로)을 만드는 것을 의미한다. 현재 대한민국의 경부고속철도의 경우 레일 한 본당 300m이다.
레일을 길게 하는 이유는 레일에 간격이 25, 50m대로 하면 선로에 빈틈이 생긴다. 이런 빈틈이 많으면 많을수록 고속 운행에는 불리하므로, 이런 이음매가 없는 선로를 사용해야 하는데, 현재의 기술로는 1km이상의 장대 레일을 만들 수가 없기 때문에, 300이나 400m 단위로 레일을 만들게 되는 것이다.
또한 철제 차륜이 이음매 사이를 통과할 때 생기는 소음을 줄이기 위해, 신축이음매(익스펜션 조인트 - Expansion Joint) 장치를 하기도 한다.